# رولاند جيمس
رولاند جيمس (بالإنجليزية: Roland James)‏ (و. 1958  م) هو لاعب كرة قدم أمريكية، من الولايات المتحدة، ولد في زينيا، أوهايو، يلعب كظهير خلفي ‏.

## التعليم
تعلم في Greeneview High School ‏.